# Język staronowogrodzki
Język staronowogrodzki lub dialekt staronowogrodzki (ros. древненовгоро́дский диале́кт) – język wschodniosłowiański używany na terytorium Rusi Nowogrodzkiej od epoki przedpiśmiennej do XV wieku. Znany głównie z gramot na korze brzozowej, datowanych na XI–XV wiek .
Język staronowogrodzki i ponaddialektalny język staroruski pochodzą od wspólnego przodka, za który należałoby najpewniej wskazać nie prawschodniosłowiański, lecz prasłowiański. Włączanie języka staronowogrodzkiego do grupy języków wschodniosłowiańskich jest związane z późniejszymi kontaktami z resztą obszaru wschodniosłowiańskiego . Z drugiej strony, wielu slawistów wyjątkowe cechy staronowogrodzkiego wyjaśnia wcześniejszymi kontaktami z obszarem pralechickim, prałużyckim i częściowo prapołudniowosłowiańskim. Archaiczna toponimia nowogrodzka i dane leksykalno-statystyczne dotyczące staronowogrodzkiego wskazują na duże podobieństwo między nim, a językami zachodniosłowiańskimi.
Na przedziale od XIII do XV wieku odnotowano wyparcie dawnych, charakterystycznych dla obszaru nowogrodzkiego cech językowych, co było związane z nasilającymi się kontaktami między dialektami i kształtowaniem się późniejszego języka rosyjskiego. Proces ten przyspiesza w 1478 roku po przyłączeniu Republiki Nowogrodzkiej do Wielkiego Księstwa Moskiewskiego. Język staronowogrodzki dzieli się na szereg niezależnie rozwijających się dialektów, które włączyły się w ogólnoruskie kontinuum dialektalne . Język staronowogrodzki miał znaczący wpływ na rozwój dialektów północnorosyjskich , niektóre jego archaiczne cechy zachowały się też w dialektach środkoworosyjskich, przede wszystkim w dialekcie pskowskim .
Język staronowogrodzki charakteryzował się szeregiem różnic względem literackiej formy języka staroruskiego i pod pewnymi względami także względem wszystkich pozostałych języków słowiańskich. Najważniejsze cechy fonetyczne to: realizacja prasłowiańskiego *ě w postaci szerokiej samogłoski; przejście *TorT > TorəT lub Tor°T (prawdopodobnie także *TroT); przejście *ТъrT > ТъrъТ, ТrъТ lub ТъrъТ ; brak skutków drugiej i trzeciej palatalizacji spółgłosek tylnojęzykowych. W przypadku morfologii należy wskazać przede wszystkim wytworzenie się końcówki -e w mianowniku liczby pojedynczej rodzaju męskiego odmiany o-tematycznej .
W historii języka staronowogrodzkiego w epoce piśmiennej wyróżnia się dwa okresy, oddzielone procesem zanikiem jerów słabych – wczesnostaronowogrodzki (od XI do początku XIII wieku) i późnostaronowogrodzki (od połowy XIII do XV wieku). Zabytki języka staronowogrodzkiego powstawały w cyrylicy (napisy głagolickie również były spotykane w Nowogrodzie, ale są krótkie i nie zawierają charakterystycznych cech językowych). Język staronowogrodzki jest reprezentowany przez jedne z najstarszych tekstów słowiańskich (zaraz po języku staro-cerkiewno-słowiańskim) .

## Obszar użycia

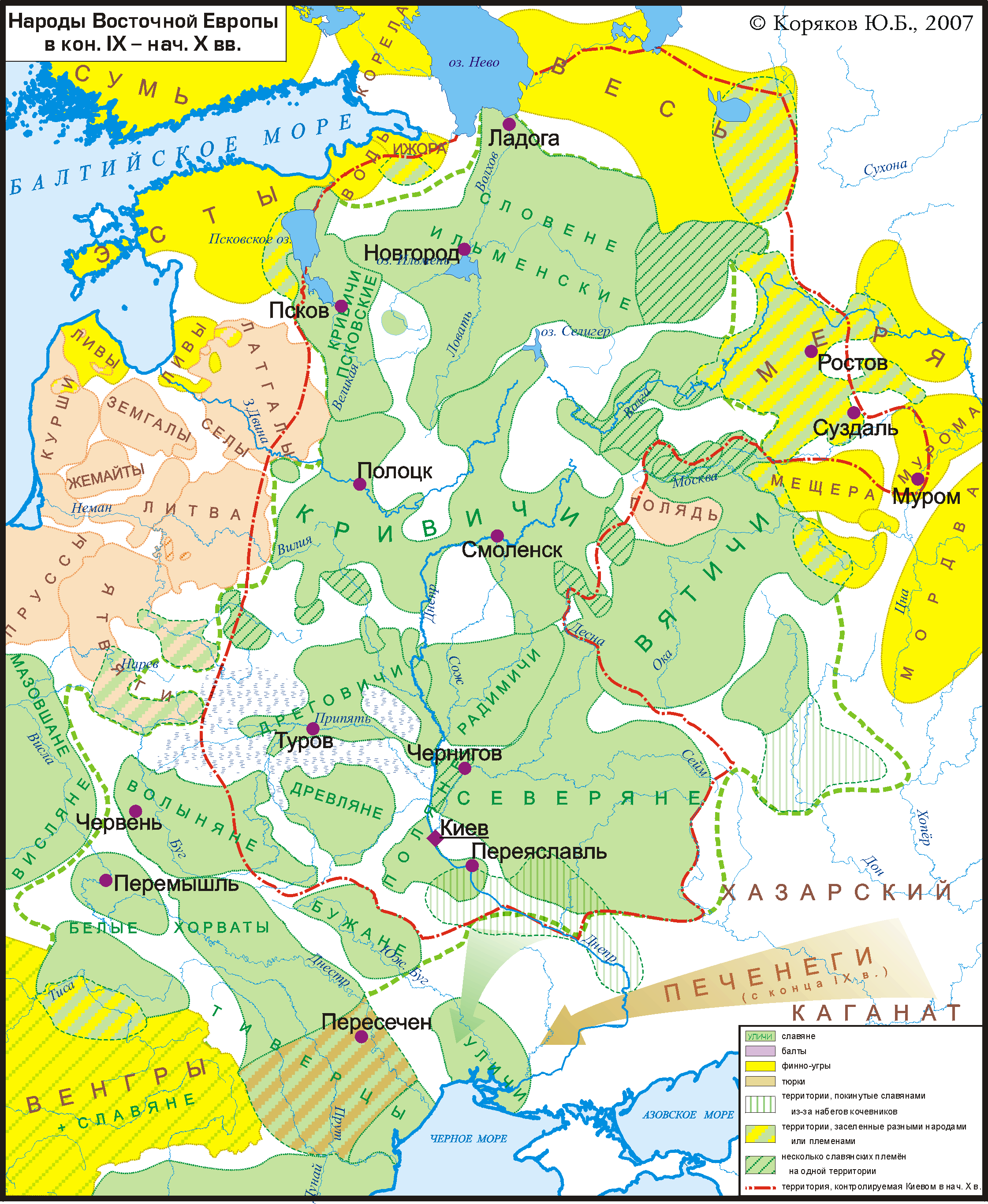
Europa Wschodnia pod koniec IX i na początku X wieku

Język staronowogrodzki był używany w dawnym Nowogrodzie i na przyległych obszarach ziemi nowogrodzkiej . Powstał na obszarze leżącym w okolicy jeziora Ilmen, w dorzeczach rzek Wołchow i Szełoń, a także w dorzeczach dolnego i środkowego biegu rzek Msta i Łować. Szerszy zakres użycia obejmował także dorzecze rzeki Wielikaja i okolice Jeziora Pskowskiego. Znaczna część obszaru osadnictwa użytkowników języka staronowogrodzkiego była otoczona obszarami użycia języków i dialektów plemion ugrofińskich: Wotów, Iżorów, Wesi (na północy), Merii (na wschodzie), Estów (na północny zachód od Pskowa). Na południe od tego obszaru zamieszkiwało wschodniosłowiańskie plemię Kriwiczów, a na południowy zachód bałtyckie plemię Łatgalów. Od VIII wieku obszar języka starononowogrodzkiego zaczął się rozszerzać – znad Ilmenu jego użytkownicy przenieśli się na wschód do ujścia Oka do Wołgi .

## Historia języka

### Pochodzenie
Szereg zjawisk językowych odnotowanych w języku staronowogrodzkim pochodzi bezpośrednio z epoki języka prasłowiańskiego. Najprawdopodobniej język ziemi nowogrodzkiej opierał się na dialektach, które rozwinęły się i powstały niezależnie od reszty właściwego wschodniosłowiańskiego obszaru językowego. Już w początkowym okresie izolacji wschodniej gałęzi języka prasłowiańskiego (w VI-VII wieku) można przeciwstawić dialekt północno-wschodniosłowiański, na podstawie którego rozwinął się później język staronowogrodzki do dialektu południowo-wschodniosłowiańskiego, który jednoczył resztę wschodniosłowiańskiego obszaru słowiańskiego. Z tego powodu nie można uznać mowy Dawnego Nowogrodu za jeden z odłamów języka staroruskiego, który formował się od IX wieku. Najwidoczniej jednak miało miejsce późniejsze zbliżenie się języka staronowogrodzkiego z innymi dialektami wschodniosłowiańskimi, co było związane ze zjednoczeniem ich użytkowników w jednym państwie (z centrum w Kijowie)  .
Istnieją co najmniej dwie hipotezy tłumaczące izolację tego języka na wschodniosłowiańskim obszarze językowym. Według jednej z nich, cechy języka staronowogrodzkiego mogły się rozwinąć w ramach wschodniosłowiańskiej wspólnoty językowej – obszar staronowogrodzki był peryferiami właściwego wschodniosłowiańskiego obszaru językowego, powstawały na nim innowacje (często pod wpływem innych języków) oraz były zachowywane dawne, pochodzące z doby prasłowiańskiej archaizmy (co się niekiedy działo wspólnie z innymi dialektami wschodniosłowiańskimi), co wykształciło charakterystyczny język staronowogrodzki . W ramach tego stanowiska wielu badaczy zauważa jednak, że archaiczna nowogrodzka toponimia i dane leksykalno-statystyczne języka staronowogrodzkiego wskazują na oczywiste związki z obszarem zachodniosłowiańskim. Inna hipoteza zakłada, że dialekt prapółnocno-wschodniosłowiański uformował się przy ścisłych kontaktach językowych z dialektem pralechickim i prałużyckim. Być może język staronowogrodzki nie pochodził z grupy wschodniosłowiańskiej i początkowo był bardziej związany z obszarem językowym zachodniosłowiańskim niż wschodniosłowiańskim .

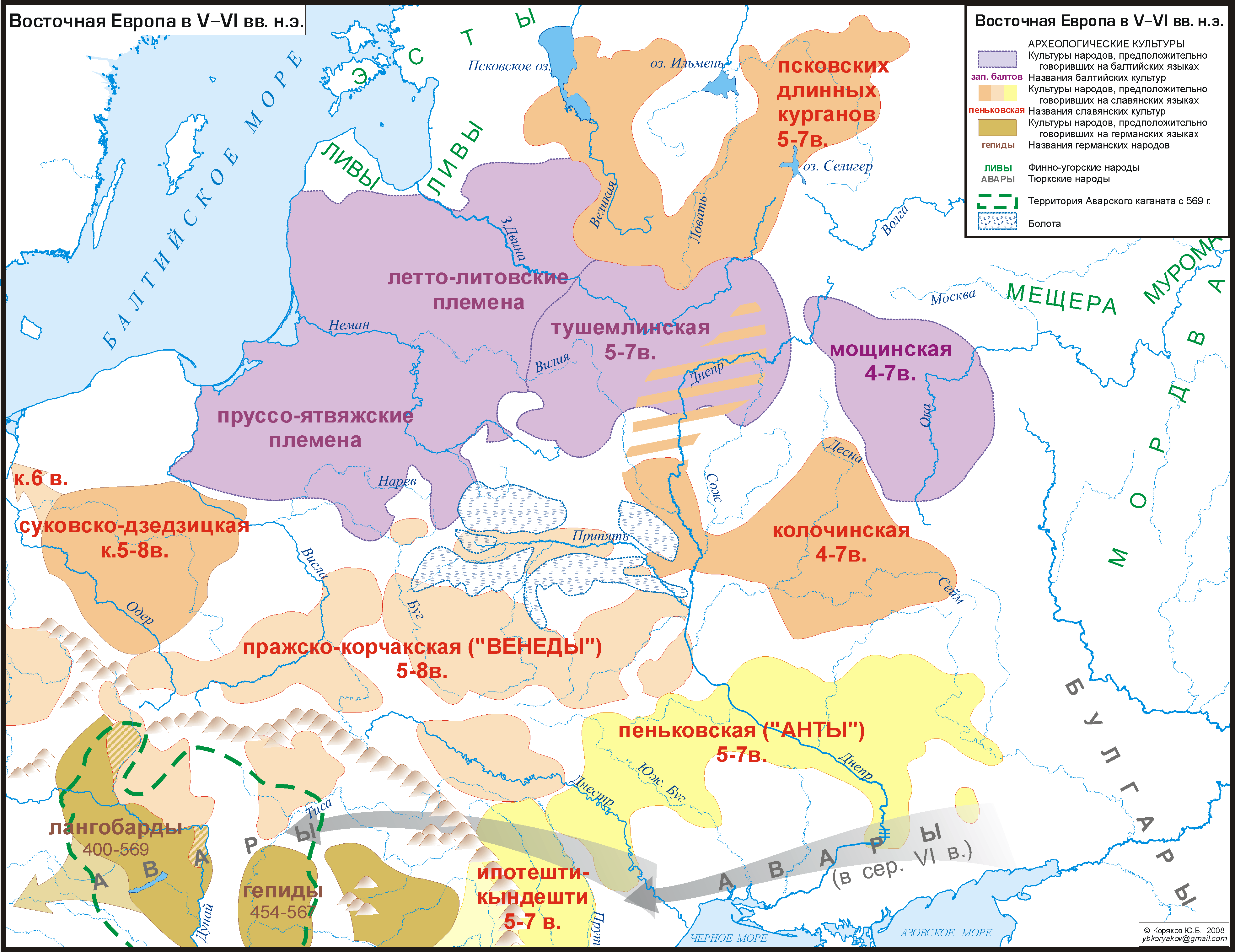
Kultura długich kurhanów pskowskich na mapie bałtyckich i słowiańskich kultur archeologicznych V-VII wieku

### Kształtowanie się i rozwój cech dialektalnych
W epoce przedpiśmiennej język staronowogrodzki charakteryzował się co do zasady cechami wschodniosłowiańskimi, które powstały lub ostatecznie ukształtowały się na przedziale od VIII do XI wieku. Były to m.in. pełnogłos, nagłosowe ro- i lo- (z prasłowiańskich *orT, *olT), nagłosowe o- na miejscu prasłowiańskiego *(j)e, podobny rozwój prasłowiańskich samogłosek nosowych, akcent ruchomy .
We wczesnym okresie rozwoju język staronowogrodzki charakteryzuje się takimi cechami jak cokanie, tj. przejście *č > c (na całym obszarze), w dialektach zachodnich i pskowskich – przejście *TorT > TorəT lub Tor°T (być może i *TroT); brak skutków drugiej i trzeciej palatalizacji (przede wszystkim dla *x); przejście *ТъrT > ТъrъТ, ТrъТ lub ТъrъТ ; realizacja prasłowiańskiego *ě jako samogłoski szerokiej; uformowanie się końcówki -е w mianowniku liczby pojedynczej rodzaju męskiego odmiany o-tematycznej. Głównie w strefie gwary pskowskiej, obserwuje się charakterystyczne kontynuanty prasłowiańskich *tj, *dj, * sj, *zj w ogólnym przypadku i jako część kombinacji * stj, *zdj oraz przejście grup *tl, *dl w kl, gl. W strefie dialektu wschodnionowogrodzkiego procesy fonetyczne i morfologiczne rozwijały się podobnie jak w ponaddialektalnym języku staroruskim .
Izolacja ziemi nowogrodzkiej od reszty państwa staroruskiego w okresie rozbicia dzielnicowego przyczyniła się do integracji w jej granicach odmiennych dialektów zachodnionowogrodzkiego i wschodnionowogrodzkiego , a także umożliwiła zachowanie archaicznych staronowogrodzkich cech językowych i dalszego rozwoju języka.
Okres późnostaronowogrodzki rozpoczął się utratą jerów słabych .
W okresie do XIII wieku, tj. po zakończeniu procesu zaniku jerów słabych (XI–XII w.), któremu towarzyszył wzrost różnic dialektalnych na obszarze wschodniosłowiańskim , Chaburgajew wyróżnia pięć stref dialektowych: północno-zachodnią, północno-wschodnią, środkową, południowo-zachodnią i południową. Dialekty Nowogrodu i Pskowa, które tworzą obszar północno-zachodni, zachowały zwartą wymowę [g] (podobnie jak obszar północno-wschodni), podczas gdy szczelinowe [γ] rozwinęło się w pozostałych dialektach; zachowało się także charakterystyczne cokanie, które wśród dialektów staroruskich znane jest tylko w niektórych dialektach obszaru północno-wschodniego, a także szeregi spółgłosek tylnojęzykowych i palatalizowanych /x/:/x’/, /k/:/k’/, /g/:/g’/. W zachodniej części obszaru północno-zachodniego (dialekt pskowski) zachowane są grupy /gl/, /kl/, w przeciwieństwie do typowe na obszarze wschodniosłowiańskim /l/. Oprócz tego dla północno-zachodniej strefy gwarowej charakterystyczne były następujące cechy :
- wokalizm z wieloma samogłoskami rzędu środkowo-górnego: /ê/ i /ô/ (samogłoski te zostały utracone w północno-wschodnich i centralnych ugrupowaniach dialektów);
- stwardnienie końcowych spółgłosek wargowych po opadnięciu spółgłosek zredukowanych: сем’ > сем „siedem”, jak w południowo-zachodniej i południowej strefie gwarowej (miękkie wargowe na końcu wyrazu zachowane w obszarze północno-wschodnim);
- rozwój długich miękkich spółgłosek w miejsce kombinacji z /j/: плат’jе > плат’:е „sukienka”, podobny rozwój odnotowano w południowo-zachodniej i południowej strefie gwarowej, w obszarze północno-wschodnim kombinacje spółgłoskowe bez asymilacji /j/ zostały zachowane;
- sonantyzacja dźwięcznych spółgłosek zwartych zębów i warg w połączeniu z sonornymi identycznymi w miejscu powstania: одно > он „jeden”; обман > ом „oszustwo”.

Język staronowogrodzki wychodzi z użycia po przyłączeniu ziemi nowogrodzkiej do Księstwa Moskiewskiego w 1478 roku (jednocześnie niektóre cechy zaczęły zanikać jeszcze wcześniej, na przykład końcówka -e w mianowniku liczby pojedynczej rodzaju męskiego).
Jednocześnie wzajemne oddziaływanie dialektów nowogrodzkich z dialektami typu rostowsko-suzdalskimi przyczyniło się do pojawienia się szeregu zjawisk pochodzenia nowogrodzkiego w języku centrum obszaru wielkoruskiego. Według Zalizniaka wpływ nowogrodzki znalazł odzwierciedlenie we współczesnym rosyjskim języku literackim w takich cechach, jak :
- brak oboczności spółgłosek /k/:/c/, /g/:/z’/, /x/:/s’/ w formach np. на руке, на ноге, на сохе, секи, помоги (por. strus. на руцѣ, на нозѣ, на сосѣ, сеци, помози);
- obecność końcówki -а w kombinacjach jak два лета (por. strus. двѣ лѣтѣ);
- rozpowszechnienie trybu rozkazującego na -ите typu берите, несите, помогите (por. strus. берѣте, несѣте, помозѣте);
- rozpowszechnienie imiesłowów na -я typu беря, неся (por. strus. беры, несы).

## Źródła i literatura

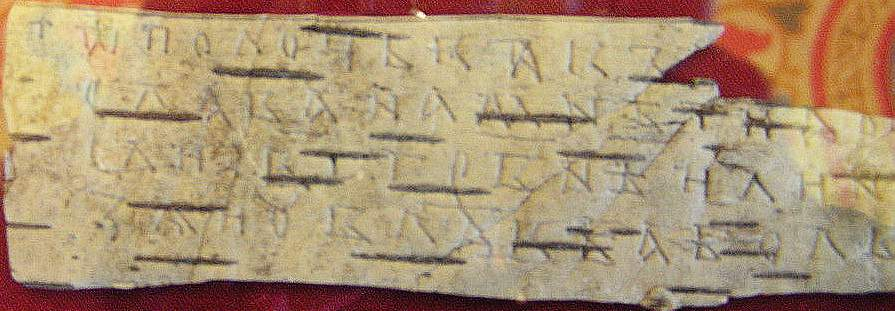
Gramota na korze brzozowej nr 155 (fragment). Ze zbiorów Państwowego Muzeum Historycznego w Moskwie.

Język staronowogrodzki jest reprezentowany przez jedne z najstarszych tekstów pisanych powstałych w językach słowiańskich . Głównym źródłem do jego badań są gramoty na korze brzozowej znalezione w Nowogrodzie i innych miastach tego obszaru (Psków, Stara Russa, Torżok) i datowane na XI-XV w. Pierwsze gramoty znaleziono w 1951 roku . Teksty listów z kory brzozowej pisane są najczęściej czystym dialektem, tylko czasami z wpływem naddialektalnych norm staroruskich lub cerkiewnosłowiańskich. Ponadto na przedmiotach znajdują się inskrypcje (w szczególności na drewnianych „cylindrach” poborców podatków) oraz dopisy na marginesach ksiąg kościelnych z tego samego okresu. Dla rekonstrukcji języka staronowogrodzkiego pośrednie znaczenie mają dane toponimiczne i opisy współczesnych dialektów rosyjskich, powszechnych na terenie ziemi nowogrodzkiej, w tym na terenach późnej kolonizacji .

## Charakterystyka języka

### Fonetyka i fonologia
System fonologiczny języka staronowogrodzkiego wczesnego okresu jako całość nie różnił się istotnie od systemu fonologicznego języka staroruskiego. Główną cechą obszaru północno-wschodniosłowiańskiego było cokanie (zlanie się afrykat /c/ i /č/ w dźwięk /c’/), obecność fonemu /g/ (zwartego wobec obecnej na południu obszaru wschodniosłowiańskiego spółgłoski szczelinowej /γ/ w miejsce prasłowiańskiego *g), a także wytworzenie kontrastujących ze sobą par spółgłosek tylnojęzykowych i ich palatalizowanych odpowiedników, np. вьрьгу i нога wobec Гюрьгю могѧ
   :
|                       | Nieprzedniojęzykowe | Nieprzedniojęzykowe |
| środkowy podniebienny | tylny podniebienie  |                     |
| --------------------- | ------------------- | ------------------- |
| szczelinowe           | x’                  | x                   |
| zwarte                | k’, g’              | k, g                |

Obecność fonemu /g/ i cokania była charakterystyczna dla całego obszaru nowogrodzkiego. W szczególności nierozróżnianie fonemów /c/ i /č/ jest bogato poświadczona, począwszy od najwcześniejszego okresu, zarówno w listach korze brzozowej, jak i w pergaminowych rękopisach nowogrodzkich: хоцоу, отьчеви, цето  .

#### Epoka przedpiśmienna

##### Wspólne zjawiska wschodniosłowiańskie
Zjawiska językowe wspólne dla wszystkich dialektów wschodniosłowiańskich, w tym staronowogrodzkich :
1. Zanik samogłosek nosowych w pierwszej połowie X wieku: *ǫ przeszło w u, zaś *ę w ä[8] .
2. Przejście *ę w ě w końcówkach fleksyjnych.
3. Samogłoska o na miejscu nagłosowego prasłowiańskiego *(j)e: осень, озеро, одинъ.
4. Pojawienie się epentezy po spółgłoskach wargowych p, b, m, v na styku morfemów w miejscu prasłowiańskich kombinacji spółgłosek wargowych z jotą: *pj > pl’, *bj > bl’, *vj > vl’, * mj > ml’: земля, купля.
5. Zmiany w grupach *TelT, *TьlT > *TolT, *TъlT, z wyjątkiem przypadków, gdy w pozycji przed *el, *ьl występowały spółgłoski powstałe z *k, *g, *x podczas pierwszej palatalizacji.
6. Przejście prasłowiańskich grup *orT, *olT na początku słowa, w zależności od intonacji, w roT, loT lub w raT, laT.

##### Zjawiska ściśle staronowogrodzkie
Cały obszar staronowogrodzki, w tym dialekty wschodnionowogrodzkie, charakteryzował się dwoma zjawiskami, które odróżniały go od obszaru południowo-wschodniosłowiańskiego: cokaniem i zachowaniem zwartego [g] .
Grupy *TorT ulegały pełnogłosowi na obszarze staronowogrodzkim niejednolicie. W przypadku dialektów wschodnionowogrodzkich (jak również dla reszty obszaru, na którym ukształtował się język rosyjski), zakłada się przejście *TorT > ToroT. W części dialektów zachodnionowogrodzkich i pskowskich (a także na obszarze powstawania języka białoruskiego i ukraińskiego) rozwinęły się najprawdopodobniej kombinacje typu TorəT lub Tor°T (wychodząc ze współczesnych dialektalnych form, takich jak балэ́нья, балы́нья „miejsce bagienne” z *bolnьje oraz grup олы, оры w północnorosyjskich słowach: по́лымя, го́лымя́ obok го́ло́мя́ „otwarte morze”, шо́лымя obok шо́ломя „wzgórze”, скорынью „policzek”). W niektórych dialektach zachodnionowogrodzkich mogły powstać charakterystyczne refleksy *TorT > *TroT, jak w języku polskim: w zabytkach – 2 срочька „dwie czterdziestki”, подрод(ье) „podatek pobierany od miast”, дрогое „drogie”, Вълос „Wołos”; w dialektach (zachodniorosyjskich, północnorosyjskich, syberyjskich) – мло́дому, мло́чная трава, на́влока, облока́ться, броздни́к, злота́вка, злоту́ха, крони́ться; w toponimach – Дрогини, Клодовище, Скроботово, Хлопово itd. Jednocześnie zapisy z ро, ло zamiast oро, oло spotykane są także w zabytkach staroruskich z innych regionów, co tłumaczy się kontaminacją form ruskich i cerkiewnosłowiańskich, a w źródłach zachodnio-ruskich – przez wpływy polskie. W dialektach możliwe są przypadki późnego zaniku samogłosek  .
Szereg zjawisk nieobecnych w dialektach wschodnionowogrodzkich charakteryzuje przede wszystkim obszar zachodnionowogrodzki i pskowski:
1. Brak skutków pierwszej palatalizacji spógłgłosek tylnojęzykowych – spółgłoski *k, *g, *x w pozycji przed samogłoskami ě oraz i zostały tylko zmiękczone i nie przekształciły się w *c, *dz/z, *s/š, jak w pozostałych dialektach prasłowiańskich[2] [8] :
  - W słowach кѣле, хѣрь, кьркы, хѣде, кеп, кевь, кевка, кедить, келить; w toponimach Хѣдово, Хѣрово itd.
  - Na styku rdzenia i końcówki: w formach celownika i miejscownika liczby pojedynczej odmiany na -a (къ тетъкѣ, на Лугѣ); mianownik-biernik liczby podwójnej (бльстъкѣ); w formach odmiany na -o w miejscowniku przypadku liczby pojedynczej (на открокѣ, по великѣ дьни), w mianowniku liczby mnogiej (отроки, вежьники); miejscowniku liczby mnogiej (въ торокѣхъ); w odmianie przymiotnika (въ другѣи, въ другѣмь) i w odmianie zaimkowej (вьхѣ, вьхѣмъ); w trybie rozkazującym (лѧги, реки, моги, испеки), a także w formach, w których końcówka -ѣ nie jest pierwotna – dopełniacz liczby pojedynczej (отъ Нѣжькѣ, у Лодыгѣ), mianownik-biernik liczby mnogiej rodzaju żeńskiego (гвѣздъкѣ) itd.
  - W grupach *kv, *gv (być może także *xv) w pozycji przed samogłoskami ě, i, ь (jak w językach zachodniosłowiańskich): гвѣзда, квѣт, квѣлити, гвьрста; nazwy miejscowości Гвездено, Гвезденка itp.

1. Brak trzeciej palatalizacji (progresywnej) w przypadku *x – na przykład rdzeń wsz- miał postać вьх- w całym paradygmacie: в[ъ]хоу, въхо, отъ въхоѣ, въ въхъ, овхо, вхого, на вхыхъ itd., w tym w toponimie Вховежъ (od imienia *Вьховѣдъ Wszewiad). Obok rzadkich przykładów braku palatalizacji *g (не лего, нелга, pożyczki skandynawskie варѧгъ; стѧгъ) poświadczono formy, w których palatalizacja miała miejsce (кънѧзь; оусерѧзи). W przypadku *k palatalizacja zdecydowanie miała miejsce: вѣверицѣ, отьць, сужьдальць, задьница, мѣсѧць itd.[2]
2. Refleksami prasłowiańskich *tj, *dj, *sj, *zj w ogólności i w składzie grup *stj, *zdj w na większości obszaru wschodniosłowiańskiego były spółgłoski č, ž, š, ž, jednak języka staronowogrodzki i ogólnie gwary wschodnionowogrodzkie wyróżniają się jedynie obecnością dźwięku /c’’/ zamiast /č/: хоц”еши, прихажаи, прашаи, кожюхе itd. Oprócz teego w gramotach na korze brzozowej spotykane są przykłady na /g’/ lub /z’/ w miejscu *dj: ноугене (нугьнѣ) z *nudjьn-; ризьи z *rydjьjь i мезенъ z *medj-. We współczesnych gwarach pskowskich w miejscu *tj, *dj, *sj, *zj spotykane są spółgłoski /k/, /g/, /x/, /ɣ/: сустрека́ть; рога́ть, ве́хать, ва́ɣывать. Na miejscu prasłowiańskich *stj, *zdj w języku staroruskim powstały [š’č’], [ž’ǯ’], w gwarach wschodnionowogrodzkich [s’’c”], [ž’ǯ’], w pskowskich [š’k’], [ž’g’], a w języku staronowogrodzkich spotykane były zarówno refleksy wschodnionowogrodzkie, jak i pskowskie. Grupa [š’k’] w zabytkach pisanych najpewniej jest oddawana literą щ[2] .
3. Grupy *tl, *dl w dialekcie pskowskich rozwinęły się w kl, gl: клещь; жерегло; жагло, ёгла, егль; мочигло; привегле; въсѣгли, сустрѣкли, учкле; toponimy na obszarze pskowskim i nowogrodzkim: Жаглово, Виглино, Еглино, Раглицы, Сеглицы. Na obszarze wschodnionowogrodzkim te grupy rozwijały się tak, jak staroruskim *tl, *dl > l: лещь, жало, ель, сустрѣли itd. W gwarach Ziemi Nowogrodzkiej w wąskim zakresie poświadczono współistnienie obydwu typów refleksów przy szerokim rozpowszechnieniu toponimów z kl, gl[2] .
4. Podstawowym sposobem rozwoju prasłowiańskich sonantów typu *ТъrT na obszarze nowogrodzkim było przejście w ТъrъТ z dwoma samogłoskami. Podobnie *TъlT > ТъlъТ, *TьrT > ТьrьТ (ale przed twardymi zębowymi ТьrьТ > ТьrъТ), *TьlT (które nie przeszło w *TъlT) > ТьlъТ: мълъви; въ бъръзѣ; смьрьди; смьръда itd. Następnie nowe samogłoski zostały zastąpione tak samo, jak i pozostałe jery w pozycji słabej. Spotykane są przypadki, gdy w podobnych refleksach druga z samogłosek rozwijała się w ы: молыния, молыньа. Standardowy zapisem staroruskim tego typu grup był zapis z jednym jerem przed spółgłoską płynną typu ТъrТ. Zachowanie pierwotnego ТъrТ jest charakterystyczne także dla gwar wschodnionowogrodzkich. Oprócz przejścia *ТъrT > ТъrъТ na obszarze staronowogrodzkim zaobserwowano także przejście *ТъrT > ТrъТ (z samogłoską zredukowaną po spółgłosce płynnej) lub ТъrъТ: мловила; во брозѣ; къ Влъчькови; не длъжьнъ; на трогу; проты; помродавъ; млониꙗ; влочець; мрезци. W zapisach na pergaminie takie zapisy są spotykane obok innych refleksów grup *ТъrT. We współczesnych gwarach spotykane są formy typu клоч, клочь, клочи́ – колч', ко́лча́, ко́лчи́; мро́да – мо́рда; кропа́ть – корпа́ть, корпе́ть itd. Przy tym jednak refleksy typu TroT są spotykane najczęściej na północy (i na Syberii), typu TorT na południu, a obydwu typów – w gwarach nowogrodzkich, pskowskich i smoleńskich. Najprawdopodobniej ten refleks powstał w gwarach zachodnionowogrodzkich i przenikał do pozostałych gwar staronowogrodzkich[1] .
5. Charakterystycznym zjawiskiem dla niektórych gwar pskowskich jest zmieszanie par spółgłosek syczących s’ – š’, z’ – ž’ i pojawienie się fonemów s”, z” (с”, з”): с”ила, с”есть, з”има, з”алоба wobec staroruskich сила, шесть, зима, жалоба. W zabytkach pskowskich to zjawisko jest wyrażone silnym przemieszaniem użycia liter с – ш, з – ж. W gwarach nowogrodzkich właściwych to zjawisko jest dosyć rzadkie (шизыи; зеребе; здуци)[2] [1] .
6. Realizacja prasłowiańskiego *ě w postaci szerokiego monoftongu albo dyftongu z szerokim drugim elementem w gwarach pskowskich i zachodnionowogrodzkich. Na obszarze wschodnionowogrodzkim przeważyła realizacja *ě w postaci wąskiego monoftongu albo dyftongu, właściwa większości obszaru wschodniosłowiańskiego. Od drugiej połowy XII wieku w zabytkach staronowogrodzkich spotyka się przypadki zmieszania ѣ oraz и, które nasilają się od XIII do XV wieku, odzwierciedlając proces przejścia *ě > i. W ten sposób w języku staronowogrodzkim istniała wąska wymowa fonemu *ě, o istnieniu obok niej także szerokiej realizacji brak danych[2] [1] .
7. Obecność protetycznego [j] w szeregu słów odpowiadających staroruskim słowom bez inicjalnego [j] (w prawschodniosłowiańskim ю- w nagłosie, dowolnego pochodzenia, zarówno z *ju-, jak i z *jǫ-, przeszło w у-): юбрѫсе. Biorąc pod uwagę obecność szeregu słów pochodzenia ludowego (ю́ркий, юла́, юли́ть, юти́ться), które nie dają się objaśnić pochodzeniem cerkiewnosłowiańskim, najprawdopodobniej przejście ю- w у- było niekonsekwentne. Przy tym ta część słów, która nie była dotknięta opisywaną zmianą, różniła się między staronowogrodzkim a naddialektalnym staroruskim[2] .
8. Przypadki asymilacji jerów w zależności od barwy następującej samogłoski – przejście ь > ъ lub odwrotnie. W rdzeniu *vьx- przejście ь > ъ miał miejsce w formach przed samogłoską tylną (въхо), zaś przed samogłoską przednią takie przejście nie zachodziło (вьхемо). W podobny sposób doszło do zmiany w słowie възъмъ (z wcześniejszego възьмъ). Przejście ъ > ь jest poświadczone w słowach вьзѧлъ (z възѧлъ), вьз[ьми] (z възьми)[2] .
9. Późne przejście [w] > [v], przynajmniej w pozycji nieinicjalnej, na obszarze nowogrodzkim i pskowskim, co może wyjaśniać oddawanie dźwięku [v] jak б w pożyczkach z języków skandynawskich i bałtycko-fińskich: либь (Liwowie, bałt.-fiń. liiv-); Улѣбъ (stnord. Óleifr); кълбѧгъ (stnord. kylfingr) itd.[2]
10. Najprawdopodobniej brak w dialekcie pskowskim opozycji fonemów /ɔ/ (o otwarte) i /ô/ (o zamknięte). Na pozostałym obszarze wschodniosłowiańskim, włączając gwary wschodnionowogrodzkie i język Nowogrodu, obserwuje się rozwój tej opozycji[2] .
11. Rozwój ъ przed [j] i w pewnych przypadkach także przed spółgłoskami miękkimi w [e] lub[ы] (a ь w [и]) w dialekcie pskowskim. Te zmiany miały miejsce w czasie wypadania jerów słabych, jednak przyczyny leżą we wcześniejszym okresie[2] .
12. Przejście w określonych pozycjach s > x, š > x, mający miejsce, najprawdopodobniej, już w epoce pisanej (był możliwy dopiero po wypadnięciu jerów słabych): смехно, страхно itd.[2]

#### Epoka pisana
Do zjawisk fonetycznych, które miały miejsce w późniejszym okresie i są zaświadczone w zabytkach pisanych, należą:
1. Proces wypadania jerów słabych w pozycji innej niż na końcu wyrazu, który trwał od początku XII wieku do początku XIII wieku, pojedyncze przypadki tego procesu odnotowuje się w zabytkach z XI wieku. Wypadnięcie jerów na końcu wyrazu musiało nastąpić wcześniej, najprawdopodobniej od XI wieku do pierwszej połowy XII wieku[1] [2] . O wypadnięciu jerów końcowych wnioskuje się na podstawie stwardnienia [m’] w formach wyrazowych na *-мь, gdyż było to możliwe dopiero po wypadnięciu końcowego ь: чимь, чиме > чимъ, чимо, gdyż pisownia ъ, ь była zachowana także po zaniku końcowych jerów i służyła oznaczeniu twardości lub miękkości spółgłoski końcowej. W niektórych pozycjach zanik jerów słabych zachodził wolniej: po spółgłosce в (въдати, дѣвъка), po р i л w początkowej sylabie wyrazu (ръжи, лъжица), po grupach spółgłosek, w tym tych przekazywanych na piśmie jako щ (Мѣстъке, поселищьныи) i przed grupami spółgłosek (почьста, дъска). Jer był natomiast zachowany w grupach TrъT, choć w wielu przypadkach i tam odnotowuje się wypadnięcie jeru: Пльсковъ > Пьсковъ, Псковъ (z dodatkową utratą sonantu л). Oprócz е, о samogłoski zredukowane w grupach TrъT mogli przekształcić się w и, ы (позаоутрыкати), jak w dialektach południowo-zachodnich. Przed jotą zredukowane ъ, ь rozwinęły się w о (w gwarach wschodnionowogrodzkich) i w ы, e lub o (w zachodnionowogrodzkich). W sufiksie -ьj-e (podobnie jak w -ьj-a, -ьj-ь) wypadł słaby jer według ogólnych zasad. Jery słabe w grupach typu TъrъT wypadały również na zwykłych zasadach. Przez długi czas zachowano zapis jerów w przyimkach въ, къ, съ w pozycji przed spółgłoskami i jotą[2] .
2. Język staronowogrodzki wyróżnia się szczególnym rozwojem prasłowiańskich *vj, *mj, polegający na uproszczeniu grup vl’ i ml’, które przekształciły się odpowiednio w l’ i n'. Zjawisko to jest szeroko poświadczone w zabytkach staronowogrodzkich oraz we współczesnych gwarach: испралю, ꙗколь (od imienia Ꙗковъ), на зени, крень (kreml) itd. Przejście vl’ > l’, ml’ > n’ jest poświadczone już w XII wieku, ale najpewniej zaszło wcześniej[1] .

### Morfologia
W morfologii najbardziej uderzającą cechą jest mianownik liczby pojedynczej w odmianie męskiej o-tematycznej -e zamiast -ъ: Иване (Iwan), старе „stary”, кето „kto”, por. staroruskie к-ъ-то; brak przy tym pierwszej palatalizacji: замъке „zamek”, a nie **замъче.
W dopełniaczu liczby pojedynczej odmiany żeńskiej na -a, -ja występowała końcówka -ѣ zamiast -ы (у женѣ zamiast у жены).